# Frick Collection
La Frick Collection è uno dei più importanti musei di New York. La sua sede si trova all'inizio del museum mile di Manhattan, davanti a Central Park, all'incrocio tra Fifth Avenue e la 70ma strada, nella celebrata Henry Clay Frick House, ex residenza del magnate dell'acciaio Henry Clay Frick. Dal 1920, la Frick Collection dispone della Frick Art Reference Library, una biblioteca e fototeca tra le più fornite al mondo per lo studio dell'arte occidentale.

## Storia
La Frick Collection è una delle più note e prestigiose case-museo degli Stati Uniti. Essa comprende una notevole collezione di dipinti di grandi maestri allestita in sedici gallerie tematiche. I quadri sono raggruppati secondo criteri in gran parte decisi dal suo donatore. Dopo la morte del Henry Clay Frick nel 1919, sua figlia Helen Clay Frick ampliò notevolmente la collezione, che fu aperta al pubblico nel 1935. La collezione ora presenta alcuni dei più importanti capolavori della pittura europea, oltre a numerose sculture e porcellane. Sono presenti ed esposti anche mobili d'epoca e tappeti antichi.
Il palazzo che ospita il museo è costituito da un intero isolato che si affaccia sulla Fifth Avenue e fa angolo con la 70ma strada. Il nucleo principale del complesso fu costruito dall'architetto Thomas Hastings (1860-1929) del gruppo Carrère and Hastings tra il 1913 e 1914. In seguito alla morte di Henry Frick fu commissionato a John Russel Pope l'ampliamento dell'intero edificio con l'aggiunta della Oval Room e della East Gallery, e nel 1935 la collezione aprì al pubblico. Nel 1977 venne inaugurato il grande giardino che si affaccia sulla 70ma strada, disegnato da Russel Page, e nello stesso momento si aggiunse il padiglione d'ingresso (Reception Hall) e due nuove gallerie per le esposizioni temporanee su disegno di Harry van Dyke, John Barrington Bayley e G. Frederick Poehler.
Il primo piano del museo è segnato dalla grande Fragonard Room, che ospita la grande serie dipinta da Jean-Honoré Fragonard con il Progresso dell'Amore, arredata con mobili francesi del Settecento e porcellane di Sèvres. Segue la Living Hall, che ospita i capolavori di Hans Holbein, El Greco, Tiziano e Bellini, che col suo San Francesco rappresenta una delle opere più significative del Rinascimento Italiano negli Stati Uniti. La grande West Gallery ospita i capolavori del paesaggio di Constable, Turner e Corot e ritratti di Rembrandt e Velàzquez. La East Gallery accoglie dipinti di Goya, Van Dyck, Greuze, e conduce alla Garden Court e al giardino interno diminato dalla fontana. Tra i capolavori della collezione si contano anche tre tra poco più di trenta dipinti del catalogo di Johannes Vermeer e il "San Giovanni Evangelista" di Piero della Francesca. Tra le opere di scultura si annoverano due busti di Laurana, diversi marmi di Houdon e un busto di Verrocchio, oltre a una delle più significative collezioni di bronzetti rinascimentali al mondo.  

## Opere più rappresentative
Fra i quadri esposti figurano il capolavoro di Jean-Honoré Fragonard, The Progress of Love, tre dipinti di Johannes Vermeer compreso Mistress and Maid.
Giovanni Bellini
- Stimmate di san Francesco

Gianlorenzo Bernini
- Testa d'angelo, 1655 circa

Cimabue (attr.)
- Flagellazione

Gentile da Fabriano
- Madonna in trono col Bambino tra i santi Lorenzo e Giuliano, 1423-1425 circa

Francesco Laurana
- Ritratto di Beatrice d'Aragona, 1475 circa
- Busto di donna, 1477-1480 circa

Filippo Lippi
- Annunciazione, 1438-1439

Piero della Francesca
- Scomparti dal Polittico di Sant'Agostino, 1454-1469
  - San Giovanni Evangelista
  - Santa Monica
  - Santo agostiniano
  - Crocifissione

Antonio del Pollaiolo, attr.
- Ercole, 1492-1494 circa

Rembrandt
- Ritratto di Nicolaes Ruts, 1631
- Cavaliere polacco, 1655
- Autoritratto con bastone, 1658

Tiziano
- Ritratto di giovane in pelliccia, 1515 circa

Paolo Veronese
- Allegoria della Virtù e del Vizio, 1565
- Allegoria della Saggezza e della Forza, 1565

Jan Vermeer
- Soldato con ragazza sorridente, 1658 circa
- Concerto interrotto, 1660 circa
- Fantesca che porge una lettera alla signora, 1667 circa

Verrocchio
- Busto di giovane donna, 1460-1483 circa

Sono presenti altri capolavori di:
- Agnolo Bronzino
- Jean-Auguste-Dominique Ingres
- Gentile Bellini
- François Boucher
- Cimabue
- John Constable
- Jean-Baptiste Camille Corot
- Thomas Gainsborough
- El Greco
- Francisco Goya
- Francesco Guardi
- Frans Hals
- Hans Holbein il Giovane
- Andrea Briosco
- Jacob van Ruisdael
- William Turner
- Anthony van Dyck
- Diego Velázquez
- James Abbott McNeill Whistler
- Jan Van Eyck